# Petasodes reflexa
Petasodes reflexa är en kackerlacksart som först beskrevs av Carl Peter Thunberg 1826.  Petasodes reflexa ingår i släktet Petasodes och familjen jättekackerlackor. Inga underarter finns listade i Catalogue of Life.